# 上海公安數據庫泄露事件
上海公安數據庫泄露事件是2022年7月初上海公安數據庫遭入侵，駭客在网络犯罪论坛公开出售的中国大陆居民信息和警察案件数据的一起大規模資料洩漏事件。這批數據被稱作上海警察數據庫（英語：Shanghai police database），據稱包含逾十億居民的個人資料。

## 數據
被出售數據標價10比特币（合时价約美元20万或人民幣134萬）。出售数据的匿名人士称，这批泄露自上海市公安局的数据由总计逾23TB的多個部分构成，涉及逾十亿中國大陸居民，包含姓名、地址、出生地、身份证号码、照片、手机号码和刑事案件资讯。網上流傳的截圖顯示，這批數據提供有巨量且詳盡的警察情資，包含報案時間、報案人電話和報案事由。對數據樣本的初步分析顯示，數據庫中的個人信息来自中國大陸各地的居民，不限於上海一地。
據華爾街日報引述網絡安全研究者的消息，這些數據本身被安全地存儲，但一個用於訪問和管理數據库的控制台被开放在广域网且没有设置密码，以致于任何具备基础技术能力的人都能轻易地拿走数据。安全研究者还指出，这个数据库自从2021年4月起就一直在线，直到2022年6月中旬（即事发前一月）被黑客清空数据并留言勒索10比特币。而即便历经勒索，及至泄漏事件曝光的初期，数据库仍处于开放状态，直到事件引起更广泛关注。两位不同的安全研究者证实，数据库中一个包含姓名、生日、地址、身份证和身份证照片在内的数据表大约有9亿7000万行。如果其中没有重复，则其来自同等数量的居民个人。这一数据表对有犯罪记录的居民做出标记，例如交通违法者、被“追逃”者、被控犯有强奸或杀人罪者。此外，它还将需要被密切监控者特别标记——华尔街日报指出，这表示被视为对社会秩序构成威胁的人，在政府监控系统中很常见。

## 反應
据报道，当局已在微信、微博等社交媒体平台進行內容審查以阻止消息流傳，但尚未对此事做出證實或公开回应。彭博新闻社就此事传真询问中央网信办和上海市警察部门，也未获得及时回应。
据称被洩露的數據託管在阿里雲平台，阿里巴巴集团的云计算部门高管已被上海政府部门约见。

## 評論
评论認爲，若数据量属实，这将是中国大陆有史以来最大规模的数据泄漏事件。彭博新闻社指过去几年中中国大陆有多起数据泄漏事件，例如2016年中国大陆官员及企业高管个人信息泄漏、2020年微博账号信息泄漏以及2022年新疆再教育营信息泄漏等，并批评中华人民共和国境内的数据泄漏事件少有披露而缺乏透明度。
华尔街日报指出，当局近年来将数据安全和隐私推作高优先级的事项，并通过一系列法律限制商业性隐私收集及阻止数据流出国境。与此同时，政府部门通过国家级的监控设施收集大量信息以加强对社会的控制。就此，一些中国的科技政策研究者认为，这批泄漏自政府机构、正在境外流传的数据资料，可能会动摇这些监控系统能保护国家安全的论点。他们认为，索取更多信息以提升信息安全的方法存在中心矛盾。